# Angelica nelsonii
Angelica nelsonii är en flockblommig växtart som beskrevs av John Merle Coulter och Joseph Nelson Rose. Angelica nelsonii ingår i släktet kvannar, och familjen flockblommiga växter. Inga underarter finns listade i Catalogue of Life.